# 009ノ1
『009ノ1』（ゼロゼロナイン・ワン）は、石ノ森章太郎（当時、石森章太郎）作による、日本の漫画作品。初出は『漫画アクション』1967年8月10日号から1970年3月5日号、1974年11月14日号に連載された。

## 概要
石ノ森が初めて青年向け漫画雑誌に連載した作品で、自身の作品『サイボーグ009』のアダルト版とも言える。
21世紀後半を舞台に、ウエスト・ブロックの女性秘密諜報機関員009ノ1（ゼロゼロナイン・ワン）が、イースト・ブロックのスパイを相手に活躍する。冷戦時代に執筆されたため、作品内の時代背景も冷戦が続いている設定となっている。
本項目では原典である萬画版、および各映像作品についても説明するが、テレビドラマ版は大幅に設定が異なるため、リンクのみ記載する。
- テレビドラマ版 → 1969年に『フラワーアクション009ノ1』のタイトルでフジテレビ系テレビドラマ化。現代（製作当時）を舞台にしており、メンバーもサイボーグではないなど、内容は原作と大幅に異なる。
- テレビアニメ版 → 2006年に『009-1』（ゼロゼロナイン・ワン）のタイトルでTBS系テレビアニメ化。詳細は本項#テレビアニメの節を参照。
- 実写映画 → 2013年に『009ノ1』のタイトルで映画化。詳細は本項#映画の節を参照。

### 読み方
「ゼロゼロクノイチ」という読み方は単行本以降のものであり、書籍によっては「ダブルオー・ナイン・ワン」など複数の読み方があるが、連載開始時は「ゼロゼロナイン・ワン」となっていた（角川書店版より）。本項目名は連載版に準じ「ゼロゼロナイン・ワン」とした。
なお、実写映画版では「ゼロゼロクノイチ」となっており、テレビドラマ版の主題歌では「オー・オー・ナイン・ワン」と歌われていた。

## ストーリー
冷戦が続いている近未来の世界、ミレーヌ・ホフマンこと009ノ1は身体をサイボーグ化したスパイである。胸に仕込まれたマシンガンや強化された跳躍力、マヒ光線を仕込んだ指輪などを駆使し、00機関のボスの指令を遂行していく。

## 登場人物

### 009ノ1
本作の主人公。本名はミレーヌ・ホフマン。2065年生まれの21歳。性別は女性。身長161cm、体重52kg。血液型はAB型。その身体はサイボーグ化されており、様々な特殊能力を持つ。幼い頃、ウエストブロックとイーストブロックの戦闘に巻き込まれたため両親は死亡し、弟のポールは行方不明となる。本人はウエストブロックの兵士に拾われ、ウエストブロックの諜報部員となった。両親を殺したのがどちらの兵士かわからないことが原因で、深層心理では敵を心から憎むことができないという弱点がある。
ミス・ナイン（第3話）、クール・リズ（第4話）、リリー・ラム（第10話）、ミューズ（第7話）、ミレーヌ・デューク（第25話）、メリンダ・ピアス（第26話）、ヤトリーヌなど偽名を多数持つ。
コードネーム「009ノn」(n：1 - 12)はミレーヌを含めて計12人で、全員同じ顔に整形している。

#### 009ノ1の特殊能力
バストガン
両乳房に内蔵された隠し武器。武器を奪われて手を上げた状態でも使えるので大抵の敵は油断して倒される。発射直前、乳房全体がピクッと動く。作中では「銃」とだけ表現され、乳首から針・ビーム・弾丸のどれを発射するのかは明確ではなくまたどのようなメカニズムで発射されているのかも不明。
第1話「頭脳を探せ！」では乳首に銃口が描かれている。
第2話「Dr.Xを連行せよ！」では「プシュ！」という小さな発射音と共に撃たれた敵の顔に細かい針が刺さり、毒針を撃ちだすニードルガンであると説明されている。
第21話「復讐」では光線銃のように直線的なビームが出て敵の額を正確に撃ち抜き、発射後に乳首から煙が上がっていた。
その他の回では「バリバリバリ」「バババ」と銃声が出て発射時に服は大きく破れる。撃たれた相手はボロボロになり、発射後に乳首から硝煙が上がるなどマシンガンを思わせる描写が多い。
バストに武器を持つキャラという設定は同じ作者のキカイダー01に登場したビジンダーの先駆。
人工皮膚
第1話のみ銃で撃たれても平気という描写があったが、以降は怪我をして出血するシーンが多い。
ジャンプ力
足の骨に特殊なバネが埋め込まれており、常人以上に高くジャンプできる。
アイカメラ
眼の中に赤外線フィルムが仕込んであり見たものを撮影できる。
聴力
自分の意思で100倍にすることができる。
人工頭脳
脳内に埋め込まれている。第2話「Dr.Xを連行せよ！」ではDr.Xの研究すべてを記録した。
生殖器
番外編では「セックス用サイボーグであそこ（ヴァギナ）を特別に改造してある」と解説されており、ミレーヌ自身もバストガンを発射する際「改造してあるのはアソコだけじゃない」と言ってそれを肯定している。
光線銃
小型のレーザーガン。ハンドバッグに入れたり太ももに巻いたベルトで携帯する。ディティールは回によってまちまちだが、おおむね卵型のボディに針のような細い銃身がついている。第5話「モンスターを殺せ！」では「プラズマガン」と呼称されている。
ミサイルガン
先端にミサイルを装着して発射する。第17話「A Happy New Year」でミス・グラマンの乗る飛行機を破壊した大型ミサイルを撃ち出すタイプ、第18話「鬼」で合成人間を爆殺した小型拳銃タイプの2種がある。
短針銃
靴先に仕込まれている。第21話「復讐」で気絶している間に鉄のブラジャーを装着されバストガンを使えなくされた時に使用した。
指輪
スイッチを押すとマヒ光線を発射する。第3話「超能力者をわがポケットに」では電撃状の光線を出してリチャードを倒していた。
赤外線コンタクトレンズ
暗闇でも見える。催眠術防止効果もある。
通信用イヤリング
音符が暗号になっているメロディ指令を受け取ることができる。仲間同士の通信にも使われる。
特殊ネックレス
食事に混ぜられた毒物に反応してアラーム音を出すタイプや、発信機付きで渡した相手の位置情報を通信用イヤリングによって知ることができるタイプがある。
携帯薬品
親指の爪の裏に毒薬、薬指には解毒剤を持つ。
替え玉アンドロイド
第10話に登場。ミレーヌそっくりの容姿を持つ。遠隔操作で操り、会話も可能。体内に高性能爆弾を埋め込まれている。
ポップ
第30話に登場。トランク1個分で4キロ四方が灰になるほどの爆発力を持つ新型爆弾。使用者の声だけを爆発用キーワード（任意の三文字言葉）として設定でき、5キロ先からでも反応する。
特殊自白剤
番外編に登場。生殖器に仕込んでおき、接触した相手のどの部分からでも浸透してその効果を発揮する。

### ウエストブロックの仲間
ナンバー0
サングラスをかけ白髭を伸ばした禿頭の老人。ミレーヌの上司でありウエストブロックの情報機関のキャプテン。情報機関の名称は「00機関」（第1話）、「ゼァロウ・パーティ」（第6話）、「ウエストブロック秘密情報局」（第24話）、「W・B・S・C・S」（第30話）等あり一定しない。
ミスター・ビックラス
第3話「超能力者をわがポケットに」に登場した協力者。微弱ながらテレパシー能力を持ち、ミレーヌの超能力者を探す旅に同行した。眼鏡をかけ、オカマっぽいがミレーヌに好意を持っている。
009ノ7
ミレーヌとそっくりの容姿を持つ。第5話で殉職。目に装備したカメラアイで映像を記録できる。
9グループ
第5話に登場したミレーヌの同僚。それぞれ「サイボーグ009」の002、004、005、006、007、008、009と同じ顔をしている。
020
第7話「古城よりの招待状」に登場。通称ジェット。Mr.リヴェンジの招きに応じてリヴェンジ城にやってきたウエストブロックのスパイ達のリーダー。002が髭を生やして壮年になった容姿の持ち主。5年前ベルリンでイーストブロックのムーアヘッドと銃撃戦になり、誤ってMr.リヴェンジの恋人・マリアを撃ち殺してしまったという過去を持つ。ムーアヘッドと共にMr.リヴェンジに処刑される。
ベム
第7話に登場。リヴェンジ城にやってきたウエストブロックのスパイの1人。就寝中に殺され、首吊り自殺に偽装された。
ミレーヌの親友
第15話「ママ！」に登場。ジミニイに惨殺されてしまうが、死の間際に通信用イヤリングを使ってミレーヌにジミニイの人相風体を詳しく報告した。
36号
第28話「R&B」に登場。本名サミュエル・ブリット。通称サム。アメリカ南17区出身の黒人。イーストブロックにも所属する二重スパイであり、黒人だけで構成されたチームを作り、入手した有益な情報を取捨選択して両ブロックに流していた。指令を受けて接近してきたミレーヌに正体と目的を明かし自爆した。
No.88
第29話「昨日の暦」に登場。イーストブロックから情報をキャッチして帰国するが、ゴドノフに殺されてしまった。
Mr.アイアンハート
第30話「ポップ」に登場。3年前に失踪した元ウエストブロック諜報部員。姿は老人だが高性能のサイボーグ。実は超人間を作り出す研究をしていたエクセトラ博士を殺してその機密を奪い、隠遁していた。
ヒップ・マン
第31話「走る五人」に登場。美青年の男色家。ゾンド・ソユース博士救出のためにウエストブロックに雇われた4人の民間人のうちの1人。「オルガ・スムスキー」と名乗ってイーストブロック情報局長に近づき、ゾンド博士の収容されている研究所をつきとめた。脱出時に兵士に撃たれてしまう。
ショーン・イミティ
第31話に登場。変装の名人。ウエストブロックに雇われた民間人。美少年宿の女将マダム・ウィスキーに変装してヒップ・マンを送り込み、ゾンド・ソユース博士と入れ代わり研究所に残った。
モンキー・パンチ
第31話に登場。軽業師。ウエストブロックに雇われた民間人。リックの作った爆弾を研究所のあちこちに仕掛けて陽動作戦をするが、イワン・ゴドノフの操るヘリに銃撃され死亡。
リック・エレクト
第31話に登場。機械の専門家。ウエストブロックに雇われた民間人。ミレーヌとゾンド博士の乗り込んだロケットの発射ボタンを押して送り出すが、兵士に撃たれる。
替え玉
第31話に登場。イーストブロックの目を欺くためにミレーヌそっくりに改造されたおとりの女性。イーストブロックに潜入した直後に狙撃され、奥歯に仕込んだ小型爆弾で自分の顔を爆破した。
No.109
第34話「聖夜」に登場。超能力者の子供に殺された。
ジャック
第36話「火星将軍」に登場。ミレーヌと共に休暇中だったが、失踪した火星探検隊隊長アレグザンダー・R・バンド氏の捜索を命じられた。

### イーストブロック諜報員
ゴリラ男
第1話「頭脳を探せ！」に登場。ゴリラの身体に脳を移植している。クライン博士の頭脳をめぐってクライン博士の助手ナカヤマと取引する。
閣下
第2話「Dr.Xを連行せよ！」に登場。イーストブロックの軍人。スキンヘッドで顔の右側に縫合跡があり、右目に眼帯をしている。Dr.Xの研究を収めたマイクロフィルムのありかを聞き出すため、ミレーヌを拷問する。
リチャード
第3話「超能力者をわがポケットに」に登場。イギリスのチベット遺跡調査隊を全滅させ、生き残りを装ってミレーヌに近づいた。
シャルル・アブナー
第7話に登場。経験の浅い新人スパイ。長髪で片目を隠している。同僚であるクラリスの死にショックを受け、ミレーヌに慰められるうちに愛情が芽生える。ミレーヌを誘い2人で城から脱出しようとするが失敗し騎士ロボットに殺される。
クラリス
第7話に登場。シャルルに好意を持っておりミレーヌに惹かれていくシャルルに嫉妬する。落とし穴に落とされ毒蛇に噛まれて死亡。
ムーアヘッド
第7話に登場。Mr.リヴェンジの招きに応じてリヴェンジ城にやってきたイーストブロックのスパイ達のリーダー。容姿は髭を生やして壮年になった007。020と同様、銃撃戦でMr.リヴェンジの恋人・マリアを撃ってしまった。020と共にMr.リヴェンジに処刑される。
ナターシャ大佐
第9話「魚が出てきた日」に登場。部下であるイワンと共にミレーヌと謎の物質Xの争奪戦を繰り広げた。
イワン
第9話に登場。大柄なナターシャ大佐とは対称的な小柄な男。大佐にこき使われている。
記憶喪失の少女
第11話「Give and Take」に登場。レイプされたショックで海に身を投げてしまいナンバー0とミレーヌに助けられる。ナンバー0を父だと思い込み、記憶が回復するまでナンバー0の家に預けられる。
女性型サイボーグ
第11話に登場。ナンバー0暗殺を命じられたサイボーグ。4本の指先と口からビーム、バストからミサイルを発射する。首・腕・上半身が分離し、それぞれ飛行しながら攻撃することも可能。腰の部分に記憶喪失の少女の脳が収められている。
パロディ
第12話「パロディ」に登場。サイボーグ手術を受け、細胞の配列を変化させて別の人間になることができる。画家ジム・ディーンを名乗りミレーヌに接近、その後ミレーヌになりすまして重要マイクロフィルムを奪取した。
ノルウェーの猟師
第14話「青銅の男」に登場。難破したノルウェーの猟師を装い、シュトロハイム博士の夫人、リリオムに近づいた。
顔に傷がある男
第16話「クレバス」に登場。顎鬚を生やし顔の横一文字に縫合痕がある。ウエストブロックからマイクロフィルムを奪い逃走する途中でミレーヌと銃撃戦になり、2人でクレバスに落ち込んでしまう。
ミス・グラマン
第17話「A Happy New Year」に登場。ナンバー0の秘書としてウエストブロックに潜入していた二重スパイ。訓練用のロボット兵士やロボット戦闘機に殺人指令をプログラミングして破壊活動をさせ、自分は飛行機で脱出しようとする。
波路春花
第20話「港」に登場。リモコン装置付のおもちゃの客船に盗んだマイクロフィルムを忍ばせ、港町に住む少年・卓を使って毎週海に流していた。
全身武器の男
第21話「復讐」に登場。右手は義手でマシンガンを仕込んでおり、ミレーヌと撃ち合いになりバストガンに額を打ち抜かれて死亡。
スネーク・リム
第21話に登場。殺された全身武器の男の双子の弟。兄の復讐のためイーストブロックに入り左の義手にマシンガンを仕込んで二枚目に変装、ミレーヌに近づく。
ナンバー100
第23話「No.100」に登場。ウエストブロックの後輩としてミレーヌの指導を受けるが、実はイーストブロックの女スパイ。
ロマン・ギル
第24話「死霊の館」に登場。痩身小柄でメガネをかけた男。表向きは詩人で小説家だが実はイーストブロックのスパイ。睡眠薬で眠らせたミレーヌにイメージ投射機をセット、過去の幻影を見せて殺そうとする。
ポール・ホフマン
第25話「夜明け」に登場。ミレーヌの弟。幼い頃イーストブロックの兵士に拾われ、イーストブロックのスパイとなる。変装の名人。ダーク・グリーン博士に変装してミレーヌに近づき男女の関係を持つが、ミレーヌが自分の正体を知りながらあえて抱かれたと聞き、彼女の目の前で自殺した。
ウフフジミール・ポランスキー
第27話「目覚め」に登場。タイムカプセルでやってきたイーストブロックの未来人。記憶をなくしており、ウエストブロックに保護される。あらゆる人間を言いなりにできる精神コントロール装置の製造法を伝えるためにやってきたという目的を持つ。
ゴドノフ
第29話に登場。No.88を殺して情報を奪った。恋人リーと脱出しようとするところをミレーヌに見つかるが、愛し合う2人を見てミレーヌは見逃してしまう。
ウラル・ツンドラー
第31話に登場。イーストブロック情報局長。スキンヘッドで男色趣味があり、マダム・ウィスキーの経営する美少年宿に通っている。
イワン・ゴドノフ
第31話に登場。ツンドラーの右腕でイーストブロック情報局次長。行動力のある実力派。
Ｘ
第31話に登場。ウエストブロックに潜入している二重スパイ。ミレーヌの身体データや潜入経路の情報をゴドノフに流した。
Mr.エッグ
第32話「HARD BOILED」に登場。スキンヘッドで痩身のスナイパー。名前の通り、卵のような風貌を持つ。ウエストブロックのスパイを狙撃してゆく。プライドの高さを利用されミレーヌに倒される。
A
第37話「黄金の女」に登場。イーストブロックの作り上げた女性型アンドロイド。人工皮膚の下は純金製。ミレーヌと同じくバストガンを装備している。
須崎
第37話に登場。Aと共に車で逃走中にミレーヌと銃撃戦になり、車ごと転落して死亡。

### 登場する科学者
R.A.クライン
第1話「頭脳を探せ！」に登場。『ウエストブロックの頭脳』と呼ばれる偉大な科学者。行方不明となり死体が発見される。
ナカヤマ
第1話に登場。クライン博士の助手。博士の脳をイーストブロックに売ることで研究者として独立しようとする。
Dr.X
第2話「Dr.Xを連行せよ！」に登場。ミレーヌと一緒にウエストブロック側に脱出しようとするが、実はミレーヌの同僚による変装だった。
ミスター・レイ
第5話「モンスターを殺せ！」に登場。ホフマン研究所に勤務している。政府からの極秘委託による研究に従事しているため、外に出ることも出来ず欲求不満気味。
エディスン・ナイト博士
第6話「ジャンプせよ！時果つるまで」に登場。タイムマシンの実験を兼ねた新婚旅行中に婚約者サン・ディと共に行方不明となる。
所長
第6話に登場。ナイト博士が勤務するタイムマシン研究所の所長。尊大なナイト博士のことを快く思っていない。
Dr.サトナカ
第7話「古城よりの招待状」に登場。エネルギー逆転装置を発明した。Mr.リヴェンジに誘拐され、地下室の棺の中で逆転装置の設計図と共に眠らされていた。
D.リミット博士
第10話「ドルフィンワールド」に登場。イルカを研究するドルフィンランドの所長。『ドルフィン改造計画』によって人間以上の頭脳を持つ天才イルカ、ミスター・ホッピィを作り出す。
ドクターG
第12話「パロディ」に名前のみ登場。ミレーヌは彼の発明した方程式を収めたマイクロフィルムを届ける任務を受けた。
Dr.エスエフ
第13話「砂の城」に登場。キュバンバ国を追放されたマグベス王の復権のため、タイムマシンを使い過去の兵士の亡霊を呼び出して不死身の兵士として使う実験を繰り返す。
シュトロハイム博士
第14話「青銅の男」に登場。原子力を利用して永遠の生命を生み出す研究を続けていたが、放射能の影響で身体が青銅に変化してしまう。
謎の博士
第18話「鬼」に登場。森の中の施設で『鬼』と呼ぶ合成人間アダムを製造して、その製造方法をイーストブロックとウエストブロック双方に売りつけようとした。
ダーク・グリーン博士
第25話「夜明け」に登場。月基地で月の地質の研究を15年続けていたが、記者を装って調査に同行したイーストブロックのスパイ、ポール・ホフマンに殺されてしまう。
エクセトラ博士
第30話「ポップ」に名前のみ登場。人類を進化させてスーパーマンを作り出す研究をしていたが、Mr.アイアンハートに殺されて研究を奪われる。
ゾンド・ソユーズ博士
第31話「走る五人」に登場。ウエストブロックへの亡命を希望していたがかなえられず、研究所に幽閉されていた。

## 各話タイトル
| 話数      | タイトル                    | 内容 |
| --------- | --------------------------- | --- |
| 指令No.1  | 頭脳を探せ！                | 「ウエストブロックの頭脳」とも呼ばれるR.A.クライン博士が行方不明となった。 ミレーヌは助手のナカヤマに接近して情報を探る。                     |
| 指令No.2  | Dr.Xを連行せよ！            | ミレーヌはDr.Xと共にウエストブロックに脱出しようとして失敗、仲間とはぐれてしまう。 捕らわれたミレーヌには過酷な拷問が待っていた。             |
| 指令No.3  | 超能力者をわがポケットに    | チベットの奥深くに住むという謎の超能力者。 彼を手に入れるべくミレーヌはミスター・ビックラスと共にチベットへと向かう。                         |
| 指令No.4  | U.F.Oを確認せよ！           | イーストブロックとの国境近くにあるR村に墜落した謎の飛行物体。 村に潜入して調査するミレーヌは猟師のジム・ダンディと出会う。                    |
| 指令No.5  | モンスターを殺せ！          | 突如現れた謎のモンスターに襲われて殉職した009ノ7。 彼女に代わって警備を命じられたミレーヌはホフマン研究所で事件の謎を探る。                   |
| 指令No.6  | ジャンプせよ！ 時果つるまで | タイムマシンの実験中に消えたエディスン・ナイト博士と婚約者サン・ディ。 ミレーヌは2人を追って紀元前二百万年へ飛ぶ。                            |
| 指令No.7  | 古城よりの招待状            | 謎の人物・Mr.リヴェンジの招待を受け、古城に招かれたスパイ達。 「宝探し」と称するゲームの過程でメンバーは次々と殺されてゆく…。                 |
| 指令No.8  | ガールハント                | イーストブロックに追われたミレーヌが逃げ込んだ謎の屋敷。 その敷地には塀で囲まれた森があり、女性達が「バニー」と呼ばれ狩りの対象にされていた。 |
| 指令No.9  | 魚の出てきた日              | イーストブロックのナターシャ大佐とイワンから謎の物質「X」を奪ったミレーヌだが、 争う間に「X」の入ったケースが紛失してまう。                   |
| 指令No.10 | ドルフィン・ワールド        | 次々と起きる客船や深海調査艇の爆発事故。 ミレーヌはドルフィンランドの所長・リミット博士を調査するが、彼は何かを隠しているらしい。             |
| 指令No.11 | Give and Take               | レイプされ身投げした少女は偶然ナンバー0とミレーヌに助けられるが、記憶を失っていた。 ナンバー0の家に引き取られた彼女を謎のロボットが襲う。     |
| 指令No.12 | パロディ                    | ミレーヌそっくりの人物が本部に現れ重要機密を奪っていった。 スパイの嫌疑を晴らすためミレーヌは過去の記憶を探るXライン分析器にかけられる。      |
| 指令No.13 | 砂の城                      | サハラ砂漠Xポイントに現れる謎の亡霊。 ミレーヌがその正体を調査するとDr.エスエフがタイムマシンを使って呼び出した過去の戦士達だった。           |
| 指令No.14 | 青銅の男                    | Dr.シュトロハイムの研究を調査に来たミレーヌ。 ミレーヌの知人でもある夫人のリリオムは「夫は3ヶ月前に死んだ」と言うのだが…。                    |
| 指令No.15 | ママ！                      | 貧民街育ちのジミニイはウエストブロックのスパイに雇われ、ミレーヌの親友を殺してマイクロフィルムを奪った。 ミレーヌはジミニイを追う。           |
| 指令No.16 | クレバス                    | 機密を盗んだウエストブロックのスパイを追跡していたミレーヌはスパイと一緒にクレバスに落ちてしまう。 クレバスの底には謎の円盤があった。         |
| 指令No.17 | A Happy New Year            | 演習に参加したミレーヌ達はロボット兵士やロボット戦闘機に襲われる。 ロボットに殺人指令を下したのは一体誰なのか？                               |
| 指令No.18 | 鬼                          | 森に現れる奇怪な「鬼」の噂。その正体はとある科学者が作り上げた合成人間だった。 科学者は調査に来たミレーヌに商談を持ちかける。                 |
| 指令No.19 | ムゲン                      | 世界中の富豪の間で広まる麻薬「MUGEN」。 指令を受けたミレーヌは、中毒患者の1人である小説家マダム・ロイに接近する。                             |
| 指令No.20 | 港                          | とある港町にやってきたミレーヌは祖父と2人で暮らしている少年・卓に接近する。 酒浸りの祖父には何か秘密があるらしい。                            |
| 指令No.21 | 復讐                        | ミレーヌはウエストブロックのスパイを倒して重要機密を奪回する。 1ヶ月後、捕らわれたミレーヌの前に現れたのは倒したはずの男だった。              |
| 指令No.22 | トレヴィに三度くる          | トレヴィの泉はイーストブロックのスパイ達の連絡場所になっているようだが、連絡方法が分からない。 ミレーヌは調査を開始する。                     |
| 指令No.23 | No.100                      | ミレーヌは新人であるNo.100の教育を任された。 実はイーストブロックの工作員だったNo.100は機密を奪って逃走する。                                 |
| 指令No.24 | 死霊の館                    | 幽霊に怯える小説家ロマン・ギルの護衛を頼まれたミレーヌ。 だが、かつて倒した敵スパイ達の亡霊が現れてミレーヌを苦しめる。                       |
| 指令No.25 | 夜明け                      | 月基地にやってきたミレーヌは消えたイーストブロックのスパイ、 ポール・ホフマンの消息を探るべく科学者のDr.グリーンに接近する。                  |
| 指令No.26 | 深海魚                      | 海底基地M-8からイーストブロックへの機密漏えいが発見された。 ミレーヌは機密を流していると思われるアクアノーツの調査を開始する。                |
| 指令No.27 | 目覚め                      | イーストブロックとの国境にある町「R」に突如現れた白いカプセル。中から現れた記憶喪失の男。 ミレーヌは男を看病して秘密を探ろうとする。          |
| 指令No.28 | R&B                         | 二重スパイの疑いがある同僚・36号に接近したミレーヌは36号と恋に落ちる。 しかし眠っている間に胎内に爆弾を仕込まれてしまう。                     |
| 指令No.29 | 昨日の暦                    | ミレーヌはイーストブロックのスパイ、ゴドノフを見逃した罪を問われてマシンで深層意識を検査される。 次々と浮かび上がるミレーヌの哀しい過去…。    |
| 指令No.30 | ポップ                      | 3年前に失踪した諜報部員Mr.アイアンハートはエクセトラ博士を殺して人間を進化させる理論を手に入れていた。 ミレーヌは彼を説得しようとするが…。    |
| 指令No.31 | 走る五人                    | 亡命を望むイーストブロックのゾンド・ソユーズ博士を救出する為、 特殊技能を持った4人の民間人が集まってミレーヌとチームを組む。                  |
| 指令No.32 | HARD BOILED                 | 「エッグ」と呼ばれる一匹狼の殺し屋はウエストブロックのスパイを狙撃してゆく。 5人目の標的となったのはミレーヌだった。                          |
| 指令No.33 | 地平線の家                  | 地平線に立つ謎の家。その家では既に4人のスパイが行方不明となっている。 潜入したミレーヌはそこで信じられない光景を目撃する。                    |
| 指令No.34 | 聖夜                        | No.109が超能力者に殺された。 ミレーヌは超能力者を抹殺する警官隊の作戦に同行するが、警官隊は圧倒的な超能力の前に全滅してしまう。               |
| 指令No.35 | 花と竜                      | ヤクザの親分ばかりが集まる賭場でイカサマを使い大勝ちした男。 男の妻・美和子はイーストとウエスト両陣営から狙われる秘密を握っていた。           |
| 指令No.36 | 火星将軍                    | 行方不明の火星探査船「軍神」号が突如帰還した。 唯一の生存者・バンド隊長が失踪し、ミレーヌとジャックはその調査に乗り出した。                   |
| 指令No.37 | 黄金の女                    | 旅客機の大爆発に紛れて空港から逃走した謎の女はイーストブロックのスパイ達に追われていた。 その正体は「運び屋」アンドロイドだったのだ。         |
| 番外編    | 真珠爆弾                    | 舞台は現代。 パリから来た高級コールガールに扮したミレーヌは石油利権に絡む汚職の証拠を入手する為、日本の総理に接近する。                       |

## 書籍情報
- 双葉社
- 中央公論社
  1. ISBN 978-4120016882（1988年5月発行）
  2. ISBN 978-4120016899（1988年6月発行）
- 中央公論社 文庫
  1. ISBN 978-4122025295（1996年1月発行）
  2. ISBN 978-4122025301（1996年1月発行）
  3. ISBN 978-4122025509（1996年2月発行）
  4. ISBN 978-4122025516（1996年2月発行）
- 角川書店
  - 上巻 ISBN 4-04-854054-8（2006年11月発行）
  - 下巻 ISBN 4-04-854055-6（2006年11月発行）

## テレビアニメ
『009-1』（ゼロゼロナイン・ワン）のタイトルで2006年10月よりTBS・BS-iほかにて放送された。
原作と違い、主人公の同僚はそれぞれ異なる顔をしているが、それ以外の設定はほとんど差異がない。原作では、主人公の同僚は話題になるだけでほとんど活躍するシーンはないが、アニメでは下記で声優が設定されている3人が複数のエピソードで登場し活躍している（各々の能力は、コードネームの枝番部分が対応する『サイボーグ009』のキャラクターに準ずる）。なお、原作の「売り」だったサービスカットや成人向けシーンはほとんどない。
世界観や生活描写は冷戦当時のものに近く、登場するメカは、往年のジェリー＆シルヴィア・アンダーソン夫妻の作品に登場する物とほぼ同じレトロフューチャー調のデザインである。
アニメーション制作は石森エンタテインメントとクレジットされているが、実質はほぼスタジオパストラルがアニメーション制作をしている。 

### 登場人物（アニメ）

#### ウエストブロック女性秘密諜報員
サイボーグ化されたその身体には、常人を遥かに凌駕した能力を発揮できる様々な機能が搭載されている。機関内や互いの通信時には「ナインワン」「ナインツー」という風に00の後の数字で呼び合う。全員、同じ形の通信イヤリングを使用。
声優が設定されていないメンバーについては、Mission.8 で台詞無しで一瞬登場し、さらに最終回にも一瞬登場している。
009-1 【ミレーヌ・ホフマン】
声 - 釈由美子、松浦チエ（子供時代）
本作の主人公。身長161cm、体重46kg。スリーサイズはB98・W58・H93。乳房内で自動生成される液体金属を瞬時に弾丸化して乳首から発射するマシンガンを両乳房に偽装内蔵しており本人の意思で発射できる（しかし、劇中ではほとんど使わない）。両親はイーストブロックから亡命しようとして共に死亡し、弟のポールは行方不明となった。
009-2 【ジュディ・ムーア】

009-3 【ヴァネッサ・イベール】
声 - 雪野五月
聴覚、遠視力を強化。
009-4 【ベルタ・ケストナー】
声 - 渡辺明乃
全身に武器を内蔵。
009-5 【サルマ・バンデラス】

009-6 【張菲（フェイ・チャン）】

009-7 【ミア･コネリー】
声 - 井上麻里奈
変身能力を持つ。
009-8 【ウナ・ベリー】

009-9 【村島澪】

009-10 【アリョーナ・テルミン】
最終回にのみ登場。ベラと双子らしい。
009-11 【ベラ・テルミン】
最終回にのみ登場。アリョーナと双子らしい。
009-12 【アミア・リーグル】

#### その他
ナンバーゼロ
声 - 大塚芳忠
ゼロゼロ機関の最高司令官。通称「ボス」。年齢不詳だが、原作ほど高齢ではない。本名は不明。
エッグ
声 - 藤原啓治
Mission.3に登場するイーストブロックの秘密諜報員。ウエストのスパイ四人を倒している腕利きの諜報員であるが、「夜は敵を狙わない」というポリシーを持ち、昼は互いに命を狙う敵でも夜は相手と食事を交わすという変わった性格をしている。最後はミレーヌの攻撃をかわせる理由をばらしてしまい、彼女に射殺される。
ボルゾフ
声 - 鳥海浩輔
Mission.5に登場する。何かを運ぼうとしていたためウェストブロックに疑われ、追われていた。その後、その中身は彼の趣味と思われる物だと判明。ミレーヌが自分のアンドロイドと戦闘している場を離れようとしたが、自らのアンドロイドに射殺された。
謎の少女
声 - 甲斐田裕子
Mission.5に登場する。車が故障してしまった時にミレーヌに出会い、彼女に助けてもらった。その後、お礼だと言って彼女に金貨を渡し、去っていった。その後、ミレーヌは何故か刺客に襲われるようになり、すべて撃破した後に受け取った金貨には発信機が入っていたことがわかる。
彼女の正体はボルゾフのアンドロイドであった。コロセウムでミレーヌと対峙。彼女が009-4に貰ったグレネード弾を喰らい、その本性を剥がされる。ミレーヌの銃攻撃で狂ったのか、持ち主であるボルゾフを射殺し、さらに正体を知ったミレーヌも始末しようとしたが、コロセウムにあった照明のコードで電気を流されてショートし完全に破壊された。
ロキ
声 - 森川智之
Mission.4より何度か登場するイーストブロックの秘密諜報員。主人公とよく似た境遇だという。ロキという名前は仕事上の偽名の一つにすぎず、本名は最後まで明示されなかった。彼もサイボーグである。
オーディン
声 - 屋良有作
Mission.4に登場するイーストブロックの秘密諜報員。
アポロ
声 - 伊丸岡篤
Mission.4に登場するウェストブロックの秘密諜報員。
フレイア
声 - 斎藤千和
Mission.4に登場するイーストブロックの秘密諜報員。
マルス
声 - 野田圭一
Mission.4に登場するウェストブロックの秘密諜報員。
ファントム
声 - 銀河万丈
Mission.4に登場する仮面をかぶった謎の城の主。
サム
声 - 小山力也
Mission.EXに登場するウェストブロックの情報部員兼ジャズバンドマン。ミレーヌはサムの二重スパイ疑惑を確認すべく接近して同居に持ち込むが、尻尾をつかめぬまま久々の人間らしい生活に浸っていく。

### スタッフ
- 原作 - 石ノ森章太郎『009ノ1』
- 企画 - 勝股英夫、中山佳久
- 企画監修 - 河野達央
- 監督・キャラクターデザイン・総作画監督 - 紺野直幸
- シリーズ構成 - 大西信介
- サブデザイン - 鈴木藤雄
- 美術監督 - 竹田悠介
- 色彩設計 - 原田幸子
- 撮影監督 - 冨田佳宏
- 編集 - 森田清次
- 音楽 - 岩崎琢
- 音響監督 - 岩浪美和
- スーパーバイザー - 早瀬マサト
- ラインプロデューサー - 菅野雄二
- エグゼクティブプロデューサー - 小野寺章
- プロデューサー - 岩上敦宏、瀧川正靖、宮田人司、吉田雅尋、高野貴志
- アニメーション制作プロデューサー - 田嶋秀樹
- アニメーション制作 - 石森エンタテインメント
- アニメーション制作協力 - 石森プロイズムスタジオ
- 製作協力 - アニプレックス、伊藤忠、XeNN、石森エンタテインメント
- 製作 - Project 009-1、TBS

### 主題歌
オープニング「Destiny girl」
作詞 - Tommy / 作曲・編曲 - Jun / 唄 - 美奈斗
エンディング「Theme of 009-1 (Closing Mix)」
作曲・編曲 - 岩崎琢

### 各話リスト
| 話数          | サブタイトル                                   | 脚本     | 絵コンテ | 演出       | 作画監督          |
| ------------- | ---------------------------------------------- | -------- | -------- | ---------- | ----------------- |
| Mission. 1    | 潜入者たち Infiltrators                        | 大西信介 | 紺野直幸 | 紺野直幸   | 紺野直幸          |
| Mission. 2    | 聖夜 Holy night                                | 石田真弓 | 紺野直幸 | 江島泰男   | 小林利充          |
| Mission. 3    | ハードボイルド Hard-boiled                     | 小林靖子 | 大森英敏 | 江島泰男   | 鈴木藤雄          |
| Mission. 4    | 古城よりの招待状 Invitation from an old castle | 金春智子 | 紺野直幸 | 江時野安二 | 鈴木藤雄 大森英敏 |
| Mission. 5    | 黄金の女 Woman of gold                         | 大西信介 | 吉田徹   | 吉田徹     | 中澤勇一          |
| Mission. 6    | ポップ POP                                     | 石田真弓 | 大森英敏 | 森義博     | 小林利充 大森英敏 |
| Mission. 7    | 港 Port                                        | 金春智子 | 大森英敏 | 神崎ユウジ | 中澤勇一 大森英敏 |
| Mission. 8    | 昨日の暦 Calendar of the Past                  | 小林靖子 | 紺野直幸 | 紺野直幸   | 紺野直幸          |
| Mission. 9    | 復讐 Revenge                                   | 小林靖子 | 大森英敏 | 神崎ユウジ | 大森英敏 小林利充 |
| Mission.10    | 逆爆発 Reverse-explosion                       | 大西信介 | 吉田徹   | 吉田徹     | 中澤勇一          |
| Mission.11    | 脱出 Exodus                                    | 大西信介 | 紺野直幸 | 大森英敏   | 鈴木藤雄          |
| Mission.12    | 夜明け Daybreak                                | 大西信介 | 紺野直幸 | 紺野直幸   | 紺野直幸          |
| Mission.Extra | R&B                                            | 石田真弓 | 大森英敏 | 安田賢司   | 関口雅浩          |

### 放送局
| 放送地域   | 放送局       | 放送期間                       | 放送日時           | 放送系列       | 備考   |
| ---------- | ------------ | ------------------------------ | ------------------ | -------------- | ------ |
| 関東広域圏 | 東京放送     | 2006年10月5日 - 12月21日       | 木曜 25:25 - 25:55 | TBS系列        | 製作局 |
| 京都府     | KBS京都      | 2006年10月6日 - 12月22日       | 金曜 25:45 - 26:15 | 独立局         |        |
| 中京広域圏 | 中部日本放送 | 2006年10月13日 - 12月29日      | 金曜 27:10 - 27:40 | TBS系列        |        |
| 日本全域   | BS-i         | 2006年10月18日 - 2007年1月18日 | 水曜 26:00 - 26:30 | TBS系列 BS放送 |        |

当作品以降、2007年9月までTBS製作の深夜アニメのうち1枠が同様のネット形態となった（『Venus Versus Virus』『怪物王女』）。
2007年4月からはTOKYO MX、アニマックスで放送された。アニマックスでの放送は16:9放送でテロップ表示が流れるなど、BS-iと同じものとなっている。
| TBS 木曜25:25枠 | TBS 木曜25:25枠 | TBS 木曜25:25枠  |
| 前番組          | 番組名          | 次番組           |
| --------------- | --------------- | ---------------- |
| xxxHOLiC        | 009-1           | ひだまりスケッチ |

## 映画
石ノ森章太郎生誕75周年記念作品として、2013年9月7日に新宿バルト9で先行レイトショーの後、順次全国でロードショー。日本の特撮ドラマ・映画を代表する作品である『平成仮面ライダーシリーズ』と『スーパー戦隊シリーズ』を多数手がけたスタッフが結集、主要キャストにも平成ライダー・スーパー戦隊への出演経験者が多い。児童の視聴を念頭に置いたライダー作品では難しいアダルト描写・バイオレンス描写も多数含まれるため、R15+指定作品として上映される。

### キャスト（映画）
- ミレーヌ・ホフマン：岩佐真悠子（幼少期：小泉遥香　スタント：藤田房代）
- クリス：木ノ本嶺浩
- 女サイボーグ　ミリアム：長澤奈央（スタント：人見早苗）
- スティンガー：阿部亮平
- ソガベ：横山一敏
- シェリン：市道真央
- バタフライ：緑川静香
- イプシロン：佃井皆美
- タウ：人見早苗
- ミュー：下園愛弓
- ナカタニ：あべまみ
- アラン・ラウ：本田博太郎
- Dr.クライン：杉本彩
- 020（ゼロトゥエンティー）：竹中直人
- 周防ゆきこ、ジェニファー愛、いとうあこ、佐藤あずさ、石岡真衣、川奈ゆう、あべみほ、佐野三和子、野田ジョーンズ麻美、北川舞、こつえいつま

ほか

### スタッフ（映画）
- 原作：石ノ森章太郎『009ノ1』
- 脚本：長谷川圭一
- 監督・アクション監督：坂本浩一
- 音楽：三澤康広
- プロデューサー：菅谷英智、永富大地
- ラインプロデューサー: 平原大志
- エキストラコーディネーター : 岩佐陽一
- スタントコーディネーター : 稲留正樹、宮木モリオ
- カースタント : タケシレーシング
- 制作：ツークン研究所
- 制作協力：東映テレビ・プロダクション
- 配給：ティ・ジョイ
- 製作：2013「009ノ1」製作委員会（東映ビデオ・東映チャンネル・東映エージエンシー）

### DVD（映画）
2014年2月7日発売。発売元は東映ビデオ、販売元は東映。
- 009ノ1 THE END OF THE BEGINNING（1枚組）
  - 映像特典
    - メイキング
    - 公開記念サバイバルゲームイベント
    - 公開初日舞台挨拶
    - 予告
    - ポスタービジュアル

  - 封入特典
    - 解説書

## パチンコ・パチスロ
CR009-1
メーカーは西陣。2009年2月下旬にホールデビュー。
- 「CR009-1 Z」（大当り確率1/398.5・確変突入率80%・大当り出玉約1400個）
- 「CR009-1 F」（大当り確率1/317.7・確変突入率80%・大当り出玉約1100個）
- 「CR009-1 GL」（大当り確率1/99.7・確変突入率80%・大当り出玉約400個）

の3スペック。バトルスペック仕様。大当たり中と確変中（指令モード）は右打ちとなる。ミレーヌが敵に倒されると指令モードは終了する。
パチスロ 009-1
メーカーはオーイズミ。2011年1月中旬にホールデビュー。
ARTタイプのマシンで、ARTが継続する毎にART継続率が上昇するシステム(最大95%+α)をセールスポイントとしている。